# Dick Irvin
James Dickinson Irvin Jr., detto Dick (Hamilton, 19 luglio 1892 – Montréal, 16 maggio 1957), è stato un hockeista su ghiaccio e allenatore di hockey su ghiaccio canadese.

## Biografia
Nel corso della sua carriera ha giocato con Winnipeg Monarchs, Winnipeg Strathconas, Portland Rosebuds, Winnipeg Ypres, Regina Victorias (1919-1921), Regina Capitals (1921-1925) e Chicago Black Hawks (1926-1929).
Da allenatore ha guidato i Chicago Black Hawks (1928-1931 e 1955-56), i Toronto Maple Leafs (1931-40) ed i Canadiens de Montréal (1940-1955) vincendo in totale quattro volte la Stanley Cup.
Nel 1958 è stato inserito nella Hockey Hall of Fame.